# Christian Saguez
Pour les articles homonymes, voir Saguez.
Ancien professeur à l’École Centrale de Paris, Christian Saguez est membre de la commission des technologies de l’information et de la communication de l’Académie des technologies. Il est né le 30 avril 1949.

## Formation
Christian Saguez est ingénieur diplômé de l'École Centrale de Paris (promotion 1972).

## Carrière
Christian Saguez a été notamment directeur des relations industrielles et internationales à l’INRIA (Institut National de Recherche en Informatique et en Automatique), directeur général fondateur de la société SIMULOG et directeur des relations industrielles et des filiales du CNES (Centre National d’Études Spatiales). Jusqu'en 2009, il était également président de l’association Teratec (pôle européen de compétence en simulation numérique haute performance), dont il fut un des fondateurs en 2005, et actuellement président du Consortium Scilab et vice-président de Scilab Enterprises. Depuis 2011, il est président de la société Cybeletech  et depuis 2017 président de l'association Teratec